# Reykjavík
Reykjavík (islandsky  ˈɹɛk.jə.vɪk) je hlavní a největší město ostrovního státu Island. Leží při pobřeží zálivu Faxaflói v Atlantském oceánu na jihozápadě země. Město je se svou polohou 64° 08' severní šířky nejseverněji položeným hlavním městem světa a v rámci Evropy nejzápadnějším. Žije zde přibližně 140 tisíc obyvatel. Spolu s dalšími šesti městy však tvoří aglomeraci o velikosti přes 1000 km², v níž žijí dvě třetiny veškerého islandského obyvatelstva. Je největším přístavem na ostrově a finančním centrem. 

## Historie
Město (respektive osada) bylo založeno vikinským osadníkem Ingólfem Arnarssonem již v roce 874. Pojmenoval ho Reykjavík, což znamená v islandštině kouřová zátoka od termálních pramenů a gejzírů v jeho okolí. Později se začala osada vyvíjet díky augustiniánskému klášteru postavenému na nedalekém ostrově Viðey v roce 1226.
V polovině 18. století chtěl místní podnikatel rozvinout hospodářství a lehký průmysl. v 18. století byla ve městě vybudována křesťanská katedrála a město se stalo významným obchodním a námořním uzlem. 18. srpna 1786, tehdy 167 žijících obyvatel v osadě přiznalo městské právo. Po obnovení činnosti altingu v roce 1874 zde byla postavena budova pro jeho zasedání, dokončená roku 1881. Od roku 1904 bylo město poctěno titulem sídelního města vlády ostrova. Z kanceláře ministra pro Island se později vyvinul úřad ministerského předsedy. Univerzita Háskóli Íslands byla ve městě založena o 7 let později roku 1911.

## Geografie

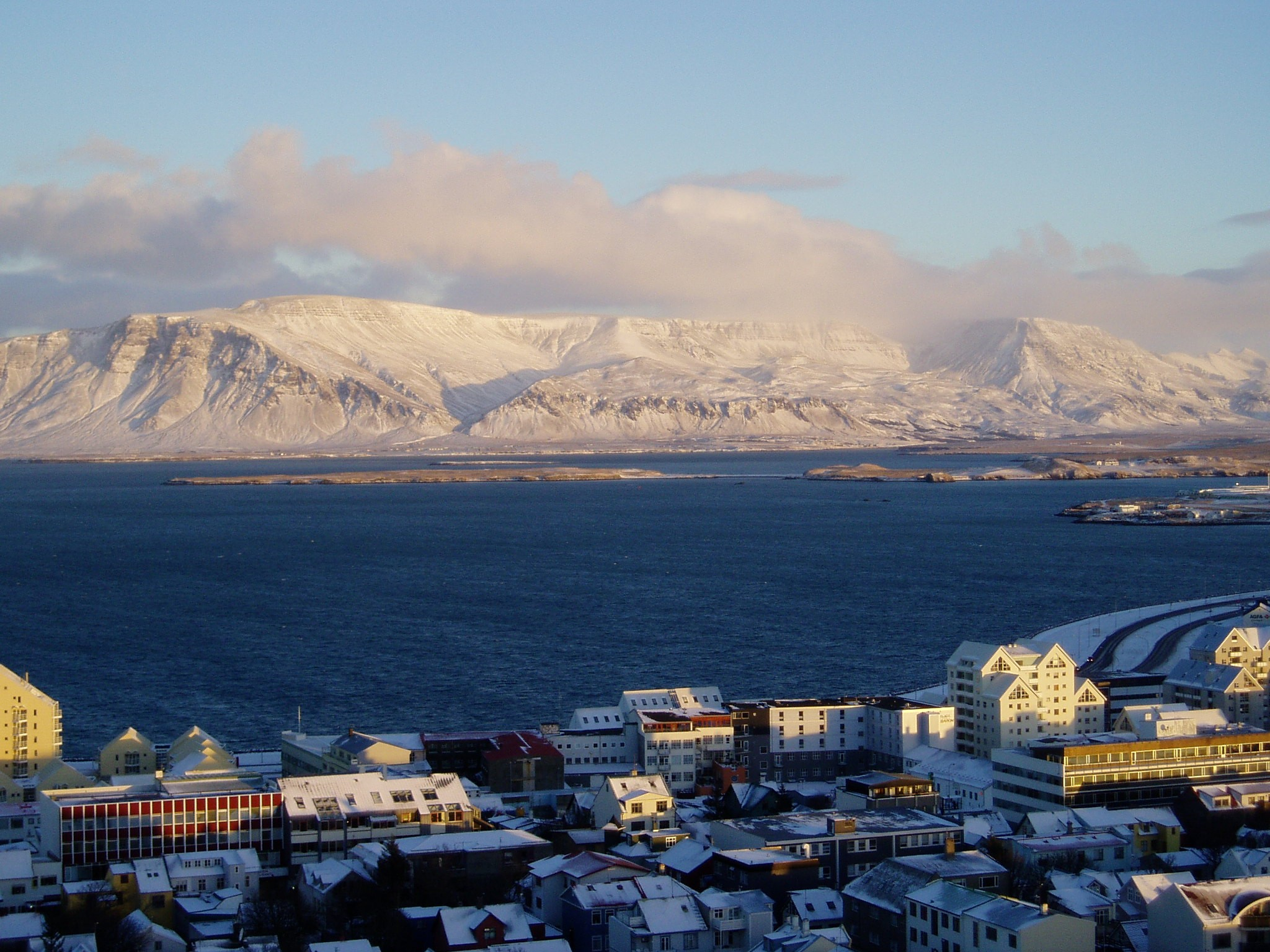
Záliv Faxaflói, v pozadí hora Esja

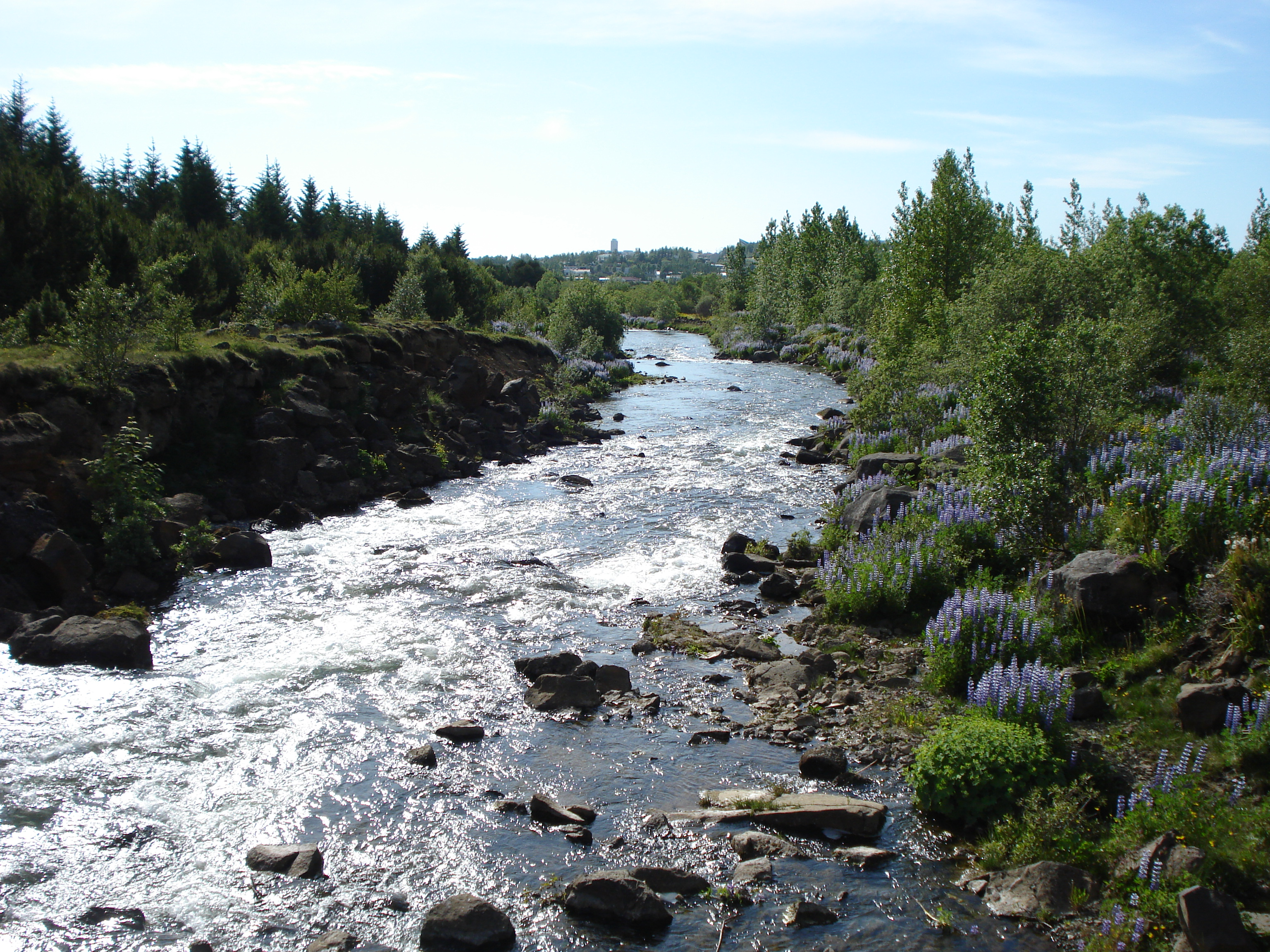
Řeka Elliðaá

Reykjavík se nachází při jihozápadním pobřeží Islandu na začátku poloostrova Reykjanes a obklopený mnoha dalšími poloostrovy, ostrovy, zálivy a průlivy. Islandem z jihozápadu k severovýchodu vede tektonická deska, která způsobuje ve městě občasné zemětřesení a sopečné činnosti. Příkladem je 4500 let stará událost, kdy se z pohoří Bláfjöll valila láva a mířila k městu. Avšak když dorazila do údolí řeky Elliðaá, která teče východní částí města, stočila se do jejího koryta. K moři se dostala u zálivu Elliðavogur a Reykjavíku se tak vyhnula.
Během doby ledové před 10 000 lety byla část města pokryta velkým ledovcem. Některá místa, která nebyla pokryta ledovcem byla zaplavena mořskou hladinou. Na konci doby ledové, kdy vzniklo teplejší období se některé kopce jako je Öskjuhlíð staly ostrovy. Dřívější hladina moře dosahovala až ke kopci Öskjuhlíð, který měří 43 m n. m. Kopce Öskjuhlíð a Skólavörðuholt připomínají zbytky dřívějších štítových sopek, které byly aktivní během teplého období v době ledové Po době ledové ledovce ustoupily do původního stavu.
Největší řekou protékající Reykjavíkem je Elliðaá, která sice není splavná pro lodě, ale zato je zde mnoho lososů. k siluetě města patří hora Esja, měřící 914 m. Esja je nejvyšší horou v okolí. Téměř celé město leží na poloostrově Seltjarnarnes, ale jeho předměstí dosahují i mnohem dál na jih a východ. Reykjavík se nyní stále rozšiřuje. Většina jeho území je řídce osídleno.

## Podnebí

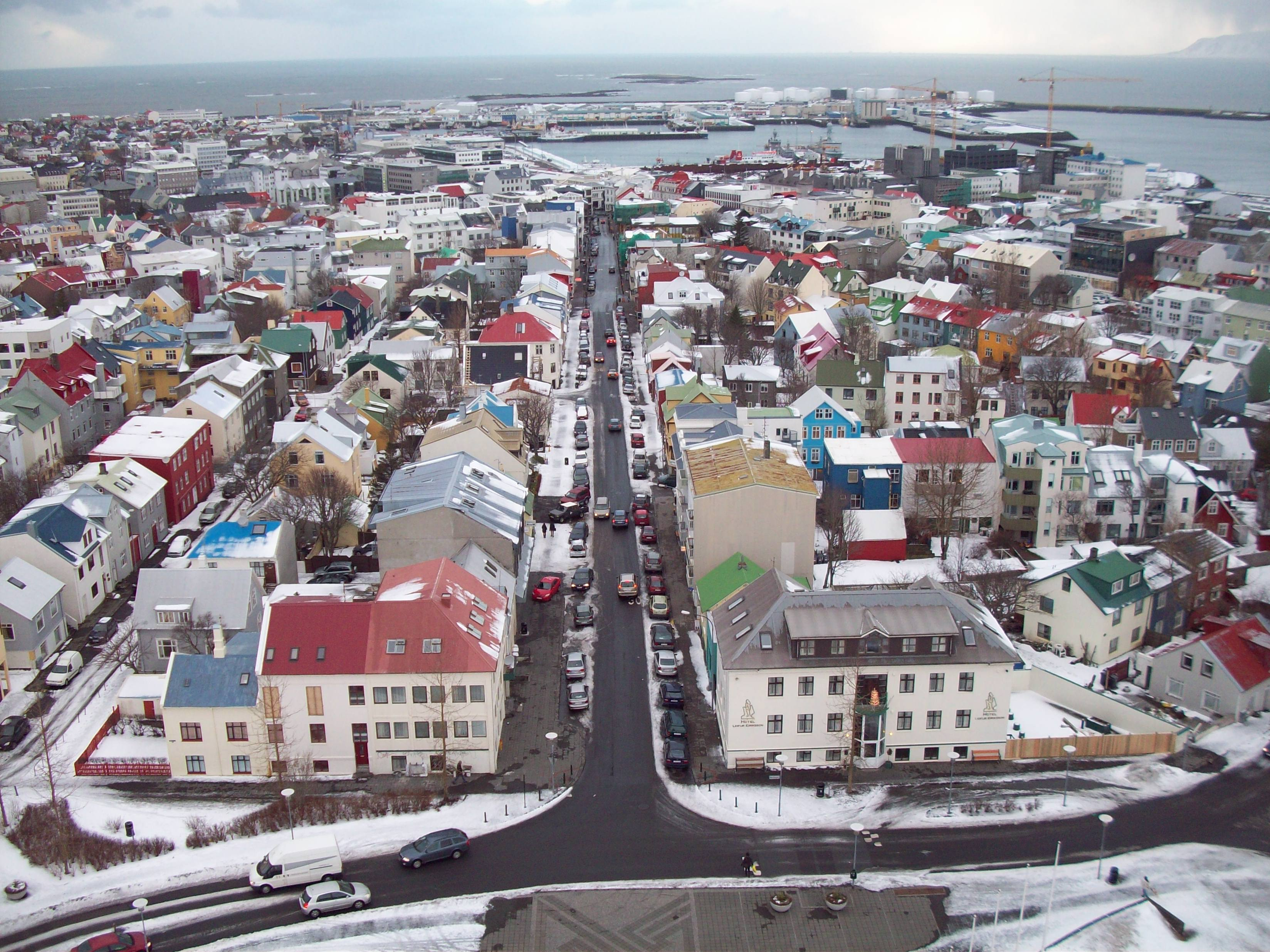
Pohled na Reykjavík v zimě

Podnebí v Reykjavíku je i přes velmi vysokou polohu města v severní části Atlantského oceánu subarktické až mírné a je mnohem teplejší než v jiných částech, rozkládajících se ve stejných zeměpisných šířkách. Reykjavík také leží v nejteplejší, jihozápadní části ostrova. Průměrné zimní teploty vzduchu se přibližně rovnají teplotám v Česku. Je to proto, že větší část Islandu se nachází pod vlivem oceánského klimatu s teplým Golfským proudem. S tím je ale také spojen občasný silný vítr, který většinou vane z východu, o průměrné síle 6 m/s (21 km/h). Naopak léta bývají velmi chladná, teploty dosahují přibližně stejných hodnot jako na hřebenech českých hor.
Reykjavík sice nepatří mezi mimořádně deštivá města, ale přesto je zde průměrně 210 dnů v roce deštivých. Na jaře je největší pravděpodobnost výskytu slunce. Průměrně je zde ročně 1250 slunečných hodin. Podobné podnebí jako zde panuje také na Faerských ostrovech, při Norském pobřeží a na Falklandách.
Průměrná roční teplota se pohybuje okolo +6°C. v nejchladnějším měsíci lednu je průměrná denní teplota +1 °C, noční -2 °C. v nejteplejším měsíci červenci je průměrná denní teplota +13 °C, noční +8 °C. Nejvyšší vůbec naměřená teplota byla 25.7 °C a nejnižší -19.7 °C. Teploty jsou podobné na celém Islandu. Průměrný roční úhrn srážek je 779 mm, z toho nejméně srážek spadne v květnu a naopak nejvíce v říjnu. Srážek je nejméně na severovýchodě (300 mm) a nejvíce na jihu (1500 mm). Teplota moře je v zimě +3 °C, v létě +11 °C. Relativní vlhkost vzduchu se celoročně pohybuje mezi 70 až 85 %.
Denní světlo trvá v nejkratším měsíci prosinci 4 hodiny, tedy od 11:30 do 15:30. v nejdelším měsíci červnu trvá 21 hodin, tedy od 3:00 do 0:00. v zimě se často noční obloha při jasném počasí mění v polární záře.
| Reykjavík – podnebí         | Reykjavík – podnebí | Reykjavík – podnebí | Reykjavík – podnebí | Reykjavík – podnebí | Reykjavík – podnebí | Reykjavík – podnebí | Reykjavík – podnebí | Reykjavík – podnebí | Reykjavík – podnebí | Reykjavík – podnebí | Reykjavík – podnebí | Reykjavík – podnebí | Reykjavík – podnebí |
| Období                      | leden               | únor                | březen              | duben               | květen              | červen              | červenec            | srpen               | září                | říjen               | listopad            | prosinec            | rok                 |
| --------------------------- | ------------------- | ------------------- | ------------------- | ------------------- | ------------------- | ------------------- | ------------------- | ------------------- | ------------------- | ------------------- | ------------------- | ------------------- | ------------------- |
| Nejvyšší teplota [°C]       | 7                   | 7                   | 8                   | 10                  | 14                  | 16                  | 17                  | 16                  | 14                  | 11                  | 9                   | 8                   | 17                  |
| Průměrné denní maximum [°C] | 2                   | 3                   | 3                   | 6                   | 10                  | 12                  | 14                  | 13                  | 10                  | 6                   | 4                   | 2                   | 7,1                 |
| Průměrná teplota [°C]       | −0,5                | 0,5                 | 0,5                 | 3,5                 | 7                   | 9,5                 | 11,5                | 10,5                | 7,5                 | 3,5                 | 1,5                 | 0                   | 4,7                 |
| Průměrné denní minimum [°C] | −3                  | −2                  | −2                  | 1                   | 4                   | 7                   | 9                   | 8                   | 5                   | 1                   | −1                  | −2                  | −2,1                |
| Nejnižší teplota [°C]       | −8                  | −8                  | −8                  | −4                  | −1                  | 3                   | 7                   | 4                   | 0                   | −5                  | −6                  | −9                  | −9                  |
| Průměrné srážky [mm]        | 84                  | 86                  | 81                  | 60                  | 53                  | 45                  | 51                  | 67                  | 73                  | 74                  | 80                  | 94                  | 848                 |
| Zdroj:                      |                     |                     |                     |                     |                     |                     |                     |                     |                     |                     |                     |                     |                     |

## Hospodářství

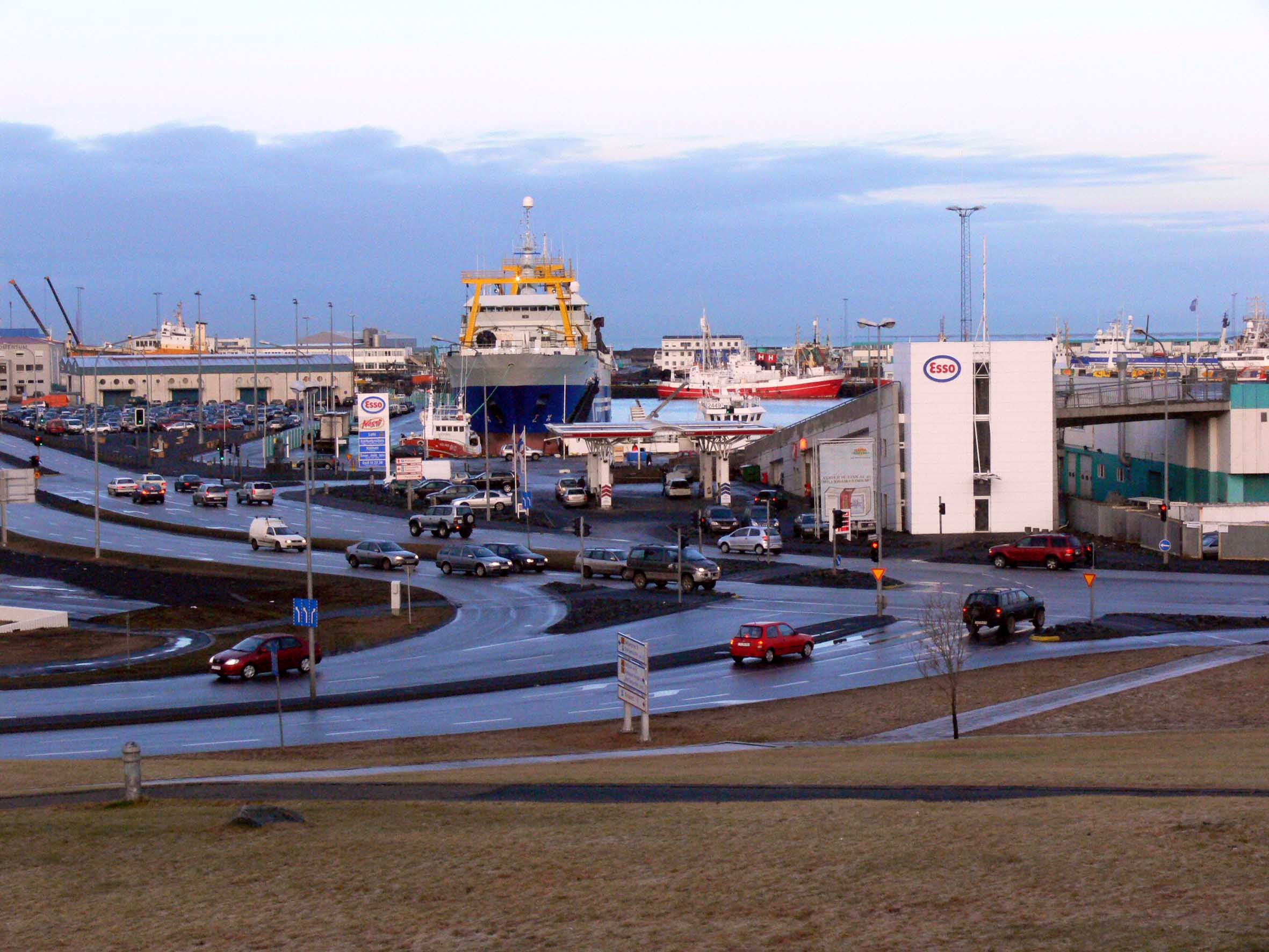
Přístav v Reykjavíku

Ve městě má hlavní zastoupení průmysl spojený s rybolovem, což se projevuje v množství konzerváren ryb. Další významné podniky se specializují na textilní a strojírenský průmysl, doplněný množstvím loděnic, či tiskáren. Okolí města se specializuje na výrobu umělých hnojiv a cementu. Reykjavík je důležitým obchodním uzlem Islandu, přes který prochází okolo 70 % obchodu ostrova. Letiště hlavního města je situováno do blízkého města Keflavík.
Za zmínku stojí ještě skutečnost, že město Reykjavík má většinu bytových jednotek vytápěných vodou z blízkých horkých vřídel (využití geotermální energie). Aktivní vulkanické podloží pomáhá udržovat vytápěný městský bazén po celý rok otevřený s příjemnou teplotou. Ve městě je možno se setkat i s vytápěnými chodníky. Množství páry dalo městu i jeho název.

## Doprava

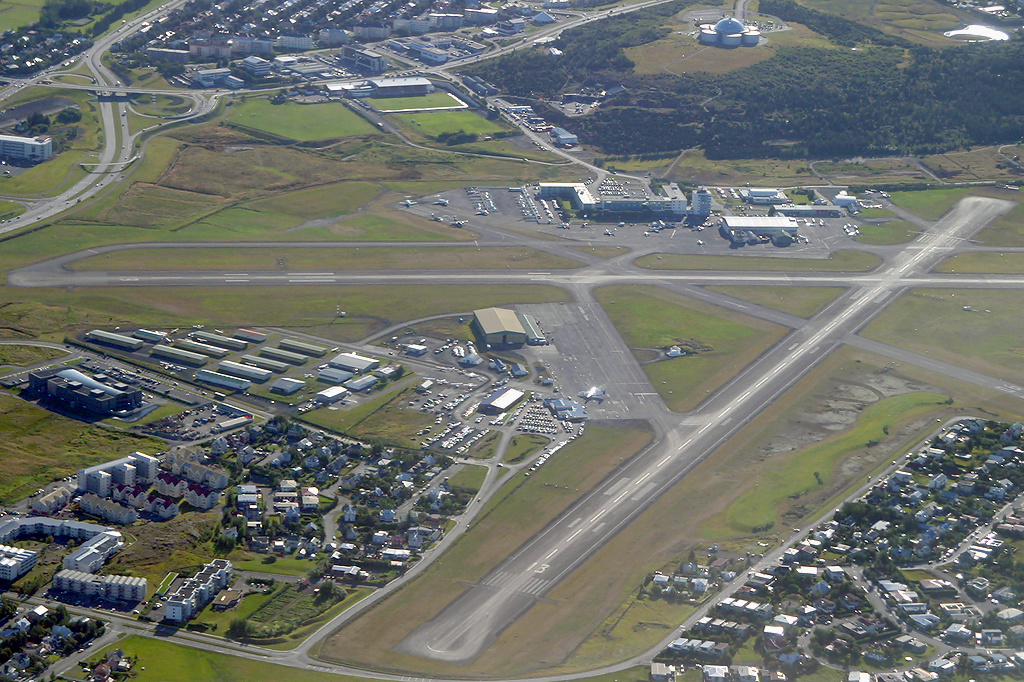
Letiště Reykjavík

Island patří v počtu aut na obyvatele mezi nejvyšší na světě, i přesto jsou dopravní zácpy výjimkami. Přes celé město vede široká víceproudová dálnice, která spojuje centrum města s jeho předměstími. Parkovišť je ve většině čtvrtí dostatek. Do městské hromadné dopravy patří pouze autobusy Strætó bs, které však nejsou velmi oblíbené, lidé dávají přednost automobilům. Městem vede hlavní islandská okružní silnice Hringvegur a spojuje tím město s ostatními částmi na Islandu.
Letiště Reykjavík, které je druhé největší letiště na Islandu hned po Letišti Keflavík se nachází jižně od centra města. Je používané hlavně pro islandské lety, ale někdy se také odsud létá do Grónska a na Faerské ostrovy. Bylo postaveno Brity během druhé světové války. Tehdy se postavilo na okraji města, nyní je však 1 km od centra.
Reykjavík má dva přístavy, starší přístav nedaleko centra slouží hlavně k rybaření a druhý přístav Sundahöfn, který se nachází ve východní části, je největším nákladním přístavem v zemi.

## Pamětihodnosti
- Althing – islandský parlament
- Árbæjarsafn – městské muzeum.

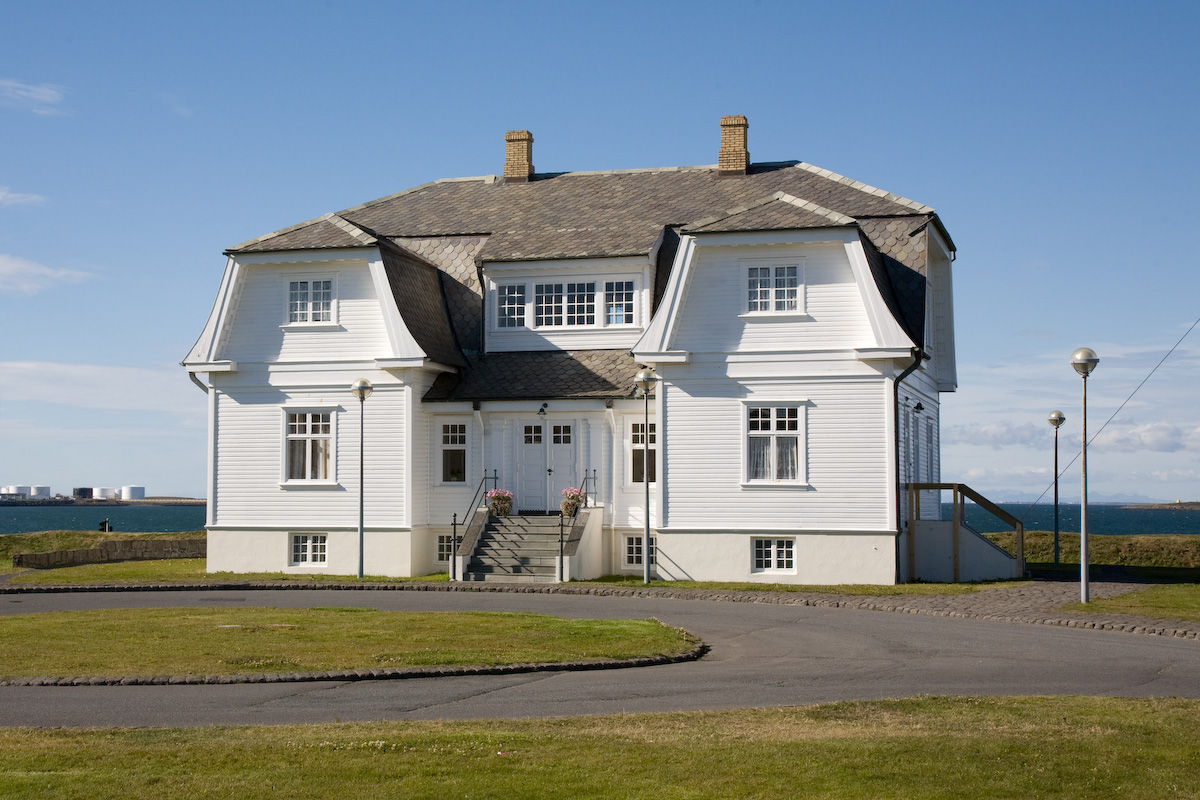
Höfði

- Dómkirkjan í Reykjavík – katedrála v Reykjavíku
- Hallgrímskirkja – nejvyšší kostel a také budova ve městě
- Islandská univerzita – islandská univerzita
- Háteigskirkja – další kostel
- Höfði – vila, v níž Ronald Reagan a Michail Gorbačov jednali na tzv.Summitu v Reykjavíku, což ve výsledku vedlo ke konci Studené války. Pokračováním jednání byla ratifikace smlouvy o likvidaci nukleárních a konvenčních střel středního a krátkého doletu 8. prosince 1987 ve Washingtonu
- Kringlan – druhé největší obchodní centrum na Islandu
- Laugavegur – ulice s mnoha obchody
- Perlan – stavební památka
- Ráðhús Reykjavíkur – městská radnice
- Tjörnin – jezero v centru Reykjavíku. Jde o mělkou vodní tůň s množstvím ptactva a s okružní cestou pro běžce i chodce[7]
- Þjóðminjasafnið – národní muzeum

## Obyvatelstvo

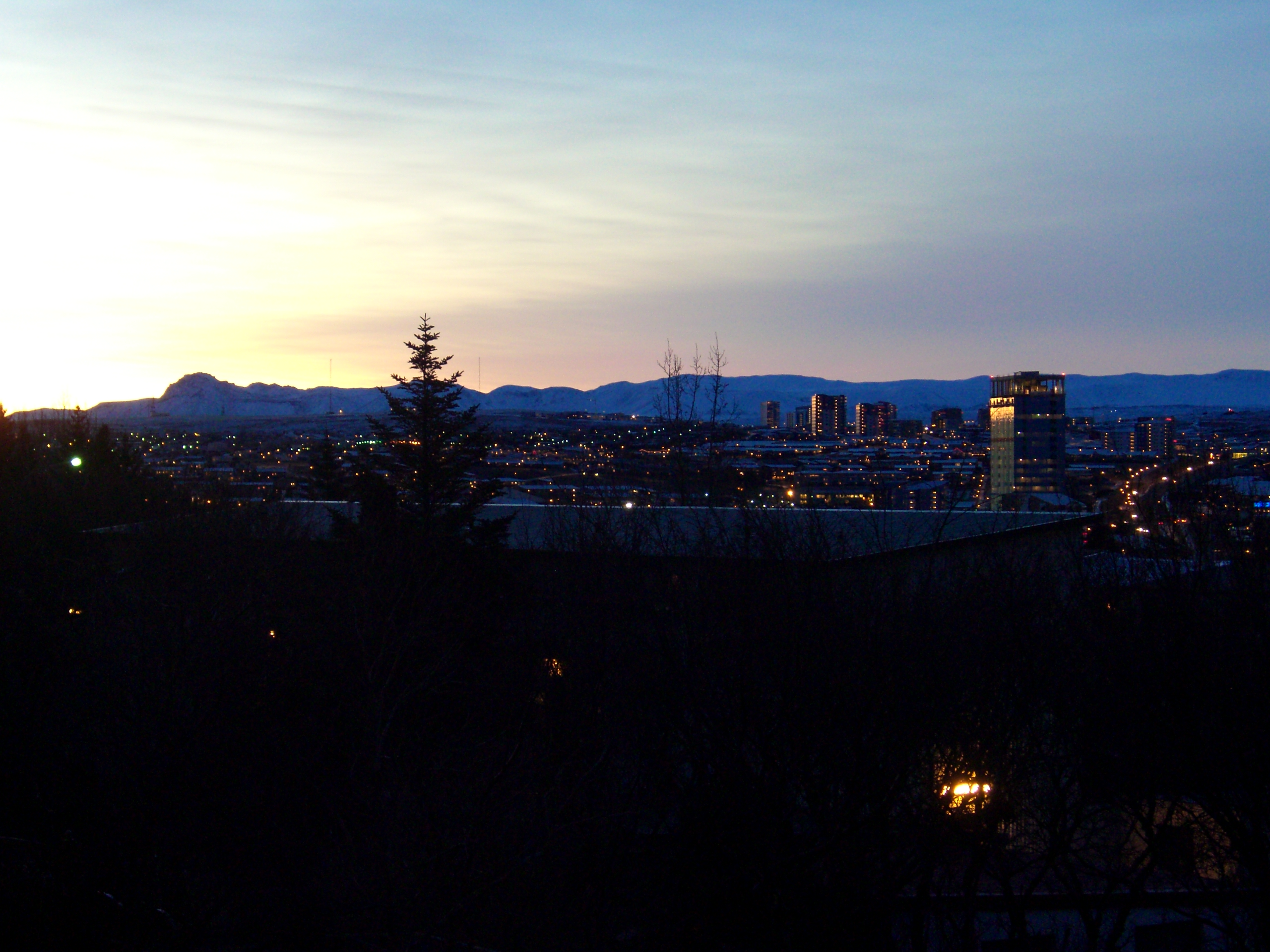
Aglomerace Reykjavíku

Nyní žije v Reykjavíku 37,5 % obyvatel Islandu, tedy okolo 118 000 obyvatel. v jeho aglomeraci žijí až dvě třetiny obyvatel Islandu, tedy skoro 200 000. Do jeho aglomerace patří města Álftanes (2361), Garðabær (9913), Hafnarfjörður (24 839), Kópavogur (28 561), Mosfellsbær (8147) a Seltjarnarnes (4428).
Počet obyvatel v Reykjavíku od roku 1786.
| Rok  | Populace |
| ---- | -------- |
| 1786 | 167      |
| 1801 | 600      |
| 1860 | 1450     |
| 1901 | 6321     |
| 1910 | 11 449   |
| 1920 | 17 450   |
| 1930 | 28 052   |
| 1940 | 38 308   |
| 1950 | 55 980   |
| 1960 | 72 407   |

| Rok  | Populace |
| ---- | -------- |
| 1970 | 81 693   |
| 1980 | 83 776   |
| 1985 | 89 868   |
| 1990 | 97 569   |
| 1995 | 104 258  |
| 2000 | 110 852  |
| 2005 | 114 800  |
| 2006 | 115 420  |
| 2007 | 117 721  |

## Administrativa
Reykjavík je řízen městskou radou. Do té může být zvolena osoba, která je starší 18 let a má registrované bydliště ve městě. Městská rada má 15 členů, kteří jsou voleni každé čtyři roky. Úřadující starostkou je Heiða Björg Hilmisdóttir, která nastoupila v roce 2025.

## Městské čtvrtě

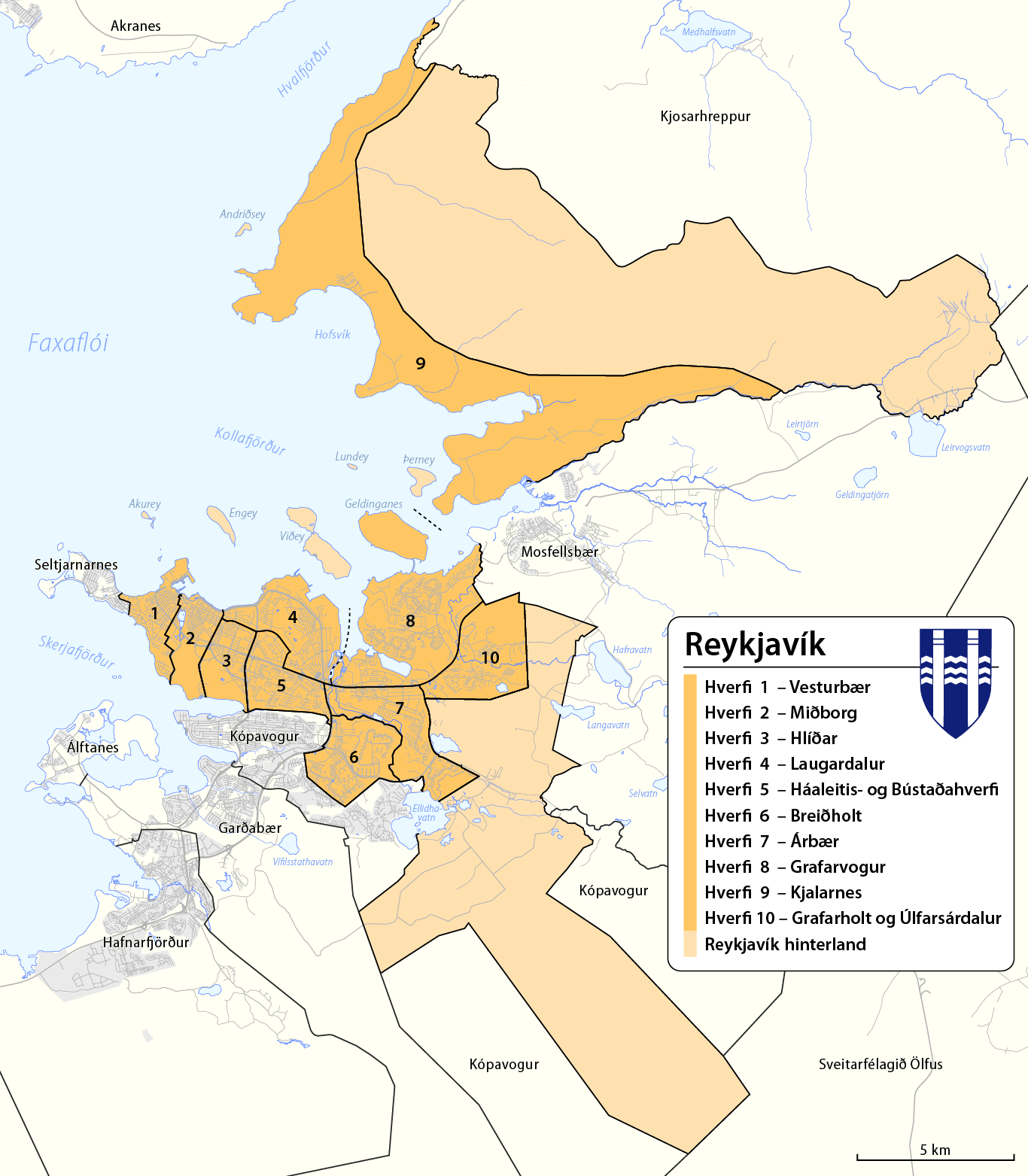
Čtvrtě v Reykjavíku

Reykjavík se dělí na 10 čtvrtí (islandsky: "hverfi").
- Vesturbær
- Miðborg (centrum)
- Hlíðar
- Laugardalur
- Háaleiti og Bústaðir
- Breiðholt
- Árbær
- Grafarvogur
- Kjalarnes
- Grafarholt og Úlfarsárdalur

## Školství
- Menntaskólinn við Hamrahlíð
- Menntaskólinn í Reykjavík
- Verzlunarskóli Íslands
- Menntaskólinn við Sund
- Borgarholtsskóli
- Fjölbrautaskólinn við Ármúla
- Iðnskólinn í Reykjavík
- Menntaskólinn Hraðbraut
- Kvennaskólinn í Reykjavík]
- Fjölbrautaskólinn Breiðholti

### Univerzity
- Háskóli Íslands
- Háskólinn í Reykjavík
- Kennaraháskóli Íslands
- Listaháskóli Íslands

## Sport
- Ungmennafélagið Fjölnir
- Fylkir
- Knattspyrnufélagið Fram
- Knattspyrnufélag Reykjavíkur
- Víkingur
- Þróttur
- Valur
- Íþróttafélag fatlaðra í Reykjavík
- Íþróttafélag Reykjavíkur
- Skotfélag Reykjavíkur
- Skautafélag Reykjavíkur
- Tennis- og badmintonfélag Reykjavíkur
- Skylmingafélag Reykjavíkur

## Partnerská města
- Helsinky, Finsko
- Kingston upon Hull, Spojené království
- Kodaň, Dánsko
- Nuuk, Grónsko
- Oslo, Norsko
- Petrohrad, Rusko
- Seattle, Spojené státy americké
- Stockholm, Švédsko
- Tórshavn, Faerské ostrovy
- Vilnius, Litva
- Winnipeg, Kanada

## Významné osobnosti
- Arnaldur Indriðason – spisovatel
- Baltasar Kormákur – herec
- Björk – zpěvačka
- Friðrik Þór Friðriksson – režisér
- Halldór Kiljan Laxness – spisovatel
- Hafþór Júlíus Björnsson – strongman, herec a bývalý basketbalista
- Markéta Irglová - zpěvačka, žije zde od roku 2012